# Infitah
L'Infitah (de l'àrab انفتاح, Infitāḥ, «obertura») va ser la política econòmica adoptada pel tercer president de la República Àrab d'Egipte, Ànwar el-Sadat, el 1973-1974. L'Infitah o «Portes Obertes» consistia en atreure el capital estranger, sobretot dels Estats Units, i la inversió dels empresaris locals.
Aquestes mesures capitalistes van representar un trencament total amb el «socialisme àrab» promogut per l'antecessor de Sadat, Gamal Abdel Nasser. El govern de Nasser va concentrar el desenvolupament d'Egipte a les mans del govern i va promoure la nacionalització de la banca i de sectors importants de la indústria egípcia, com la indústria tèxtil i la de les telecomunicacions. En canvi, amb l'Infitah, Sadat impulsava «un tomb de l'economia egípcia cap a la penetració del capital occidental i la creació i l'enfortiment d'un sector capitalista nacional.»

## Context històric i polític
El govern de Sadat va començar el seu apropament al bloc capitalista amb l'expulsió dels soviètics del territori egipci el 1972, tot i que la Unió Soviètica havia estat subministrant armament i entrenament a l'exèrcit d'Egipte.
Sadat va trobar la legitimació que cercava per al seu govern i projecte econòmic en resultar guanyador en la guerra de l'octubre de 1973 contra Israel. Des de llavors, va concentrar tots els seus esforços en rebre ajuda dels Estats Units i es va apartar dels projectes promoguts pel seu carismàtic antecessor. Aquest procés culminaria amb la firma dels acords de pau amb Israel de Camp David l'any 1979, fet que apartaria Sadat definitivament de l'arabisme, el moviment dels no alineats i el lideratge de les nacions del tercer món que havien caracteritzat el govern de Nasser.

## Conseqüències
Es considera, en general, que la implementació de l'Infitah va ser massa ambiciosa, i que abandonava l'aparença de «solidaritat amb els pobres.» L'Infitah va portar a un deteriorament en el nivell de vida dels egipcis en provocar inflació i un increment en els preus. A més, «el que es va fer molts cops va ser estrangular el sector públic i industrial nacional per establir una economia basada en el comerç d'importacions de l'estranger.» El 1977, la reacció pública negativa a les polítiques d'Infitah van portar a revoltes espontànies massives quan l'Estat va anunciar que retiraria els subsidis per productes alimentaris de primera necessitat. El 6 d'octubre de 1981, Sadat va ser assassinat durant una desfilada militar al Caire.